# Danh sách đơn vị hành chính Việt Nam theo GRDP bình quân đầu người

Thu nhập bình quân đầu người các tỉnh thành năm 2021. Tính theo hàng tháng, đơn vị triệu Việt Nam đồng, đã làm tròn số.

Việt Nam thống kê về GRDP bình quân đầu người dựa vào Tổng sản phẩm trên địa bàn (GRDP). Bởi vì giữa Tổng sản phẩm trên địa bàn (GRDP) và Tổng sản phẩm nội địa tại Việt Nam có những điểm khác biệt về chỉ tiêu, số liệu, nên giữa GRDP bình quân đầu người mỗi tỉnh và GDP bình quân cả nước có sự khác nhau. Mặc dù hai chỉ số này tại Việt Nam có điểm khác biệt, nhưng vẫn là chỉ số quan trọng của nền kinh tế, GDP tính ở phạm vi cả nước, GRDP tính ở phạm vi cấp tỉnh. Bên cạnh đó, giữa GRDP bình quân đầu người và Thu nhập bình quân đầu người có sự khác biệt ở phương pháp tính toán nên hai chỉ số này khác nhau về số liệu thống kê. Năm 2018 xếp hạng thu nhập bình quân đầu người thứ tự cao nhất là: 1.Bình Dương, 2.Thành phố Hồ Chí Minh, 3.Hà Nội,  4.Đà Nẵng , 5.Bắc Ninh , 6.Đồng Nai,  7.Hải Phòng, 8.Bà Rịa – Vũng Tàu... thấp nhất 61.Lai Châu, 62.Sơn La, 63.Điện Biên; trong khi đó GRDP bình quân đầu người theo thứ tự lại là 1.Thành phố Hồ Chí Minh, 2.Bắc Ninh, 3.Bà Rịa – Vũng Tàu, 4.Bình Dương, 5.Quảng Ninh, 6.Đồng Nai, 7.Hải Phòng, 8.Hà Nội... thấp nhất 61.Điện Biên, 62.Cao Bằng, 63.Hà Giang; phần lớn các tỉnh GRDP bình quân đầu người cao hơn thu nhập bình quân đầu người, nhưng có 7 tỉnh là ngược lại). Các đơn vị hành chính Việt Nam hằng năm thực hiện thống kê Tổng sản phẩm trên địa bàn (GRDP) mỗi đơn vị, GRDP bình quân đầu người làm các chỉ tiêu, số liệu chủ yếu của nền kinh tế.
Việt Nam là có 63 đơn vị hành chính, bao gồm 58 tỉnh, 05 thành phố trực thuộc trung ương. Việt Nam chia thành 07 khu vực bao gồm Đồng bằng sông Hồng, Đồng bằng sông Cửu Long, Trung du và miền núi phía Bắc, Bắc Trung Bộ, Duyên hải Nam Trung Bộ, Tây Nguyên và Đông Nam Bộ.
Năm 2022 GDP bình quân đầu người của Việt Nam 95,6 triệu Đồng, tương đương với 4110 USD . Mức GDP (PPP) bình quân đầu người tính theo Đô la quốc tế là 12330 Đô la quốc tế, xếp hạng 111 thế giới. Tỉ giá hối đoái trung bình năm là 23271  Đồng/USD. Hiện nay, GDP/người của Việt Nam khoảng hơn 4.000 USD, nằm trong số các nước có thu nhập trung bình thấp. Điều đáng nói, kết quả đó đạt được một phần không nhỏ nhờ vào hai đợt điều chỉnh quy mô GDP (đợt 1 năm 2011 điều chỉnh tăng hơn 9%, và đợt 2 năm 2020 điều chỉnh tăng 25%). Như vậy, trong một thập kỷ (2011-2020) GDP của Việt Nam điều chỉnh 2 lần, tăng thêm 34%.  GDP thường chỉ là một con số tương đối, chứ không phải con số chính xác. Các con số về sức mua tương đương (PPP) đối với nền kinh tế hay bình quân đầu người ở các quốc gia chỉ là ước tính chứ không phải thực tế.
Theo số liệu GDP (và GNI) theo cách tính cũ công bố năm 2019 thì GDP/người của Việt Nam cao hơn Lào, thấp hơn Philippin trong khu vực Đông Nam Á, nhưng GNI/người Việt Nam thì lại thấp hơn cả Lào và thấp hơn khá nhiều so với Philippin (GDP Việt Nam 261,92 tỷ USD, GNP 244,94 tỷ USD năm 2019). Tuy nhiên đợt đánh giá lại năm 2020 điều chỉnh tăng thêm 25%, nhờ đó GDP/người Việt Nam bỏ khá xa so với Lào và xếp cao hơn đáng kể so với Philippin (quy mô kinh tế tăng lên chỉ là về mặt tính toán, chứ không phải là sự tăng thực tế). Từ năm 2010 Việt Nam áp dụng SNA 2008. Cách tính mới: GDP = Tổng giá trị tăng thêm (GVA) theo giá cơ bản + Thuế sản phẩm -Trợ giá sản phẩm. Từ đó số liệu tăng GVA và GDP là hai con số khác nhau (trước đây tăng trưởng GDP và tăng trưởng GVA luôn là một số do tổng giá trị gia tăng của các ngành bằng GDP). Tăng trưởng GVA mới là con số phản ánh sự tăng trưởng của sản xuất. Con số tăng trưởng GDP bị méo do ảnh hưởng của thuế sản phẩm.(Giá trị gia tăng (VA) = Giá trị sản xuất (GO) – Chi phí trung gian (IC)). Việt Nam cũng điều chỉnh lại cách tính dân số trung bình. Lưu ý các nước có bộ thống kê theo tiêu chuẩn chung quốc tế, nhưng cũng có những khác biệt, đặc biệt đánh giá dân số trôi nổi. 
Có nhiều cách để tính GRDP (Tổng sản phẩm) bình quân đầu người: theo giá hiện hành đồng nội tệ (chưa trừ lạm phát, mất giá đồng tiền), theo giá so sánh đồng nội tệ, theo USD giá năm cố định trước và năm hiện hành, theo USD quốc tế (tức theo sức mua tương đương - PPP) theo giá năm cố định trước và năm hiện hành. Ở Việt Nam thịnh hành là theo nội tệ giá hiện hành (dựa theo GDP danh nghĩa, không phải GDP thực tế). GRDP bình quân đầu người để đo sản xuất còn đo mức sống phải dùng chỉ tiêu Thu nhập bình quân đầu người (giá hiện hành hay giá so sánh). Thu nhập bình quân đầu người không chỉ phụ thuộc vào GDP mà còn của GNI, hay Thu nhập quốc gia khả dụng (NDI).v.v.Không có so sánh Thu nhập bình quân đầu người quy mô thế giới nhưng có một số so sánh như so sánh thu nhập bình quân hộ gia đình các nước (Việt Nam là 2.178,776 USD vào tháng 12 năm 2021, giảm so với con số trước đó là 2.197,480 USD vào tháng 12 năm 2020).Cũng có thể tính GNI bình quân đầu người của mỗi tỉnh thành bằng các cách trên để tính chỉ số HDI của mỗi tỉnh thành (Việt Nam hiện áp dụng quy đổi GNI theo giá hiện hành quy đổi sang PPP, ở cấp tỉnh được tính quy đổi từ GRDP sang, nên tính so sánh bị hạn chế). 
Cách tính GRDP tương tự tính GDP. Nhưng ở cấp huyện hiện chỉ tính Tổng giá trị sản phẩm trên địa bàn, chứ không tính GRDP. Do đó cũng không có số liệu GRDP/người. Tuy nhiên có các báo cáo về "Thu nhập bình quân đầu người", nhưng lại không theo chuẩn chung của TCTK.
Sự khác biệt chính của số liệu GRDP/người và Thu nhập bình quân đầu người ở chỗ GRDP (hay quy mô quốc gia là GDP) chia làm ba phần do Nhà nước nắm giữ (chủ yếu qua Thuế), Doanh nghiệp (kể cả doanh nghiệp FDI) nắm giữ (Thặng dư sản xuất và Khấu hao tài sản cố định) và Thu nhập của người lao động, như lương, thưởng, thu nhập hỗn hợp của người lao động cá thể và hộ gia đình, và Thu nhập bình quân đầu người dựa trên phần thứ ba cộng với cả phần thu nhập từ sở hữu và chuyển nhượng hiện hành. Thu nhập từ sở hữu và chuyển nhượng hiện hành của các cá nhân này không tính vào GDP hay GRDP, nhưng có thể liên quan đến GNI và NDI, DI (Thu nhập khả dụng). Như một người lĩnh lương từ sản xuất nhưng có thể nhận thêm tiền từ biếu tặng, tiền kiều hối, viện trợ ở nước ngoài, và cũng bỏ một khoản tiền để biếu tặng, gửi tiền ra nước ngoài.v.v. Vay nợ hay bán tài sản không được tính. Việt Nam không thống kê về thu nhập cá nhân người nước ngoài lao động tại Việt Nam. Ở Việt Nam hiện nay chỉ có số liệu Thu nhập bình quân đầu người theo giá hiện hành tức chưa tính yếu tố lạm phát, và chưa làm rõ phân tích thu nhập khả dụng và tùy ý. Không có khảo sát về kinh tế tự cung tự cấp.  
Năm 2022 Tổng cục thống kê mới công bố GNI bình quân đầu người theo PPP năm 2020 cả nước là 8.132 USD/ năm, GRDP bình quân đầu người theo PPP của các tỉnh thành năm 2020 cao nhất là Bà Rịa - Vũng Tàu 34.579 USD/ năm, Quảng Ninh 21.499,7 USD/ năm, Bình Dương 20.006,5 USD/ năm, Bắc Ninh 19.462,7 USD/ năm,... thấp nhất là Hà Giang 3.935,7 USD/ năm. Trước đó năm 2021 Tổng cục thống kê mới công bố thu nhập bình quân đầu người theo giá hiện hành năm 2020 cả nước là 4,249 triệu đồng/ tháng, cao nhất Bình Dương là 7,034 triệu đồng / tháng, TP.HCM 6,527 triệu đồng / tháng, Hà Nội 6,205 triệu đồng / tháng, thấp nhất Điện Biên 1,737 triệu đồng / tháng. Tính toán GRDP bình quân đầu người theo PPP dựa theo số liệu GNI, so sánh giá cả số lượng mặt hàng có chọn lọc giữa các quốc gia và các địa phương, và dân cư (dân cư theo hộ khẩu chứ không phải dân cư theo thường trú tức không tính biến động dân cư tạm thời). Số liệu năm 2021 dự kiến cập nhật vào giữa năm 2022.
Thu nhập bình quân đầu người của Việt Nam (giá hiện hành) năm 2021 là 4,205 triệu đồng/tháng, thấp hơn năm 2020 (năm 2020 là 4,249 triệu đồng/tháng), giảm hơn 1%. Trong đó thành thị giảm hơn 1% còn nông thôn tăng không đáng kể. Các địa phương có thu nhập bình quân đầu người cao nhất năm 2021 là Bình Dương 7,123 triệu đồng/ tháng, TP.HCM 6,008 triệu đồng/tháng, Hà Nội 6,002 triệu đồng/tháng, Đồng Nai 5,751 triệu đồng / tháng, Đà Nẵng 5,230 triệu đồng / tháng, Hải Phòng 5,093 triệu đồng/tháng, Bắc Ninh 4,917 triệu đồng/tháng, Cần Thơ 4,794 triệu đồng/tháng, Vĩnh Phúc 4,511 triệu đồng/tháng, Bà Rịa - Vũng Tàu 4,419 triệu đồng/tháng, Nam Định 4,413 triệu đồng/tháng, Hà Nam 4,372 triệu đồng/ tháng, Thái Bình 4,334 triệu đồng/tháng....Trong số top này thì TP.HCM, Hà Nội, Đà Nẵng, Hải Phòng, Bắc Ninh, Cần Thơ và Bà Rịa-Vũng Tàu có thu nhập giảm so với năm trước. Thấp nhất là Điện Biên 1,821 triệu đồng/tháng.  
So sánh giữa hai chỉ số GRDP bình quân đầu người và Thu nhập bình quân đầu người (giá hiện hành) cho thấy Thu nhập bình quân đầu người bằng khoảng trên dưới 50%  GRDP bình quân đầu người (thực tế không chỉ liên quan GDP mà còn liên quan GNI và NDI), năm 2021 của Hà Nội GRDP bình quân đầu người bằng 1,77 lần Thu nhập bình quân đầu người, của TP.HCM bằng 1,95 lần. Thu nhập bình quân đầu người của Việt Nam so với GDP bình quân đầu người nếu so với Trung Quốc là tỷ lệ cao hơn. Thu nhập bình quân đầu người của Trung Quốc nếu tính Thu nhập khả dụng bình quân đẩu người là thấp hơn 50%, của Bắc Kinh năm 2021 là 75.002 Nhân dân tệ / năm, GDP bằng 2,45 lần so với Thu nhập, của Thượng Hải 78.027 Nhân dân tệ / năm, GDP bằng 2,22 lần so với Thu nhập. Tại Mỹ Cục điều tra dân số và Cục Phân tích Kinh tế cho kết quả khác nhau, là khoảng trên dưới 50% hoặc gần 70%, của California GDP/ người là  85.546 USD còn Thu nhập bình quân đầu người là 66.619 USD theo Cục Phân tích Kinh tế 2021, Tiêu dùng cuối cùng của hộ gia đình ở Mỹ là quá 60% GDP.
Năm 2022, tỉnh Bình Dương, với mức thu nhập bình quân đầu người đạt 8,076 triệu/người/tháng cao nhất nước, xếp trên Hà Nội có mức thu nhập 6,423 triệu đồng/người/tháng, xếp thứ ba là TP.HCM 6,392 triệu đồng/người/tháng. Tỉnh Đồng Nai đạt thu nhập bình quân đầu người là 6,346 triệu đồng/người/tháng – cao thứ 4 cả nước. Tiếp theo là Hải Phòng, Đà Nẵng, Bắc Ninh, Cần Thơ, Vĩnh Phúc, Nam Định. Trong khi đó Hà Giang chỉ đạt 2,062 triệu đồng/người/tháng, thấp nhất nước. Thu nhập bình quân tháng đầu người năm 2022 theo giá hiện hành cả nước đạt 4,67 triệu đồng, tăng 11,1% so với năm 2021.. Như vậy so với năm trước, thì Hà Nội từ vị trí thứ ba lên vị trí thứ hai xếp trên TP.HCM, Hải Phòng từ vị trí 6 lên vị trí 5 xếp trên Đà Nẵng, và Nam Định vượt qua Bà Rịa - Vũng Tàu lên vị trí thứ 10. Thấp nhất là Hà Giang trong khi năm trước là Điện Biên (về thu nhập bình quân đầu người). Xét về GRDP bình quân đầu người năm 2022 thì Bà Rịa - Vũng Tàu vẫn xếp vị trí thứ nhất. 
Theo Tổng cục Thống kê, Thu nhập bình quân 1 người 1 tháng năm 2023 theo giá hiện hành đạt 4,96 triệu đồng, tăng 6,2% so với năm 2022. Đông Nam Bộ là vùng có thu nhập bình quân 1 người 1 tháng cao nhất (6,52 triệu đồng). Vùng có thu nhập bình quân 1 người 1 tháng thấp nhất là Trung du và miền núi phía Bắc (3,44 triệu đồng). Bất bình đẳng trong xã hội vẫn còn tồn tại giữa các khu vực thành thị nông thôn, các vùng và giữa các nhóm người thu nhập thấp và nhóm người thu nhập cao. Thu nhập bình quân đầu người cao nhất lần lượt là Bình Dương, Hà Nội, Đồng Nai, Thành phố Hồ Chí Minh, Hải Phòng, Đà Nẵng, Cần Thơ, Nam Định, Vĩnh Phúc,... Thấp nhất là Điện Biên. Xét về GRDP bình quân đầu người thì đứng đầu vẫn là Bà Rịa - Vũng Tàu, Quảng Ninh, Hải Phòng...
Ngân sách Nhà nước chiếm khoảng trên dưới 25% GDP (tùy từng năm) (nguồn thu ngân sách nhà nước không chỉ từ thuế, mà còn nhiều nguồn khác). Trong khi ước tính Tổng thu nhập cá nhân vào khoảng gần 60% GDP, và phần còn lại là thặng dư sản xuất gộp thuộc về các doanh nghiệp (gồm cả FDI), không khảo sát về mức sống người nước ngoài ở Vn. Tuy nhiên theo số liệu năm 2022, thu nhập bình quân đầu người giá hiện hành ước tính có tăng, nhưng  chi tiêu bình quân đầu người một tháng xấp xỉ 2,8 triệu đồng, giảm 3,3 điểm % so với 2020. Như vậy tỷ lệ dành cho tiết kiệm là cao lên (chi tiêu giảm đi). Tỷ trọng các khoản thu từ tiền lương, tiền công có giảm nhẹ so với năm 2021 (giảm 1,5%) nhưng vẫn duy trì ở mức cao (55,2%). Số liệu ước tính này không có so sánh quốc tế, nhưng phản ánh phần nào sức khỏe kinh tế. Nó cũng phản ánh phần nào GNI, vấn đề vốn và lạm phát. 
Top 5 tỉnh/thành phố thu nhập bình quân đầu người cao nhất 2019 và 2022 (ước tính), 2023 (ước tính). Đơn vị: nghìn VN đồng/tháng
| STT | Tên tỉnh / thành phố | Thu nhập BQĐN 2019 | STT | Tên tỉnh / thành phố | Thu nhập BQĐN 2022 | STT | Tên tỉnh / thành phố | Thu nhập BQĐN 2023 |
| --- | -------------------- | ------------------ | --- | -------------------- | ------------------ | --- | -------------------- | ------------------ |
| 1   | Bình Dương           | 7433               | 1   | Bình Dương           | 8076               | 1   | Bình Dương           | 8,298.4            |
| 2   | TP. Hồ Chí Minh      | 6758               | 2   | Hà Nội               | 6423               | 2   | Hà Nội               | 6,868.8            |
| 3   | Hà Nội               | 6403               | 3   | TP. Hồ Chí Minh      | 6392               | 3   | Đồng Nai             | 6,579.5            |
| 4   | Đà Nẵng              | 6057               | 4   | Đồng Nai             | 6346               | 4   | TP.Hồ Chí Minh       | 6,516.3            |
| 5   | Đồng Nai             | 5860               | 5   | Hải Phòng            | 5897               | 5   | Hải Phòng            | 6,391.5            |

Top 10 huyện và đơn vị hành chính tương đương thu nhập bình quân đầu người cao nhất 2019, và các huyện và đơn vị hành chính tương đương khác thu nhập bình quân đầu người cao hơn 5,6 triệu đồng / tháng năm 2019. Đơn vị tính: nghìn VN đồng/tháng.
(Số liệu ước tính từ Tổng điều tra dân số năm 2019)
| STT | Tên huyện / quận / thành phố / thị xã | Thu nhập BQĐN 2019 | Thuộc tỉnh / thành phố | Thu nhập BQĐN 2019 |
| --- | ------------------------------------- | ------------------ | ---------------------- | ------------------ |
| 1   | Quận Cầu Giấy                         | 8784.9             | Hà Nội                 | 6403               |
| 2   | Quận Thanh Xuân                       | 8357.6             | Hà Nội                 | 6403               |
| 3   | Quận Nam Từ Liêm                      | 8277               | Hà Nội                 | 6403               |
| 4   | Quận Bắc Từ Liêm                      | 8120.1             | Hà Nội                 | 6403               |
| 5   | Thành phố Thuận An                    | 7942               | Bình Dương             | 7433               |
| 6   | Quận Bình Thạnh                       | 7939.2             | TP. Hồ Chí Minh        | 6758               |
| 7   | Quận Hoàng Mai                        | 7934.5             | Hà Nội                 | 6403               |
| 8   | Thành phố Thủ Dầu Một                 | 7733.3             | Bình Dương             | 7433               |
| 9   | Thành phố Dĩ An                       | 7717.6             | Bình Dương             | 7433               |
| 10  | Quận 2                                | 7714.4             | TP. Hồ Chí Minh        | 6758               |

| STT | Tên huyện / quận / thành phố / thị xã | Thu nhập BQĐN 2019 | Thuộc tỉnh / thành phố | Thu nhập BQĐN 2019 |
| --- | ------------------------------------- | ------------------ | ---------------------- | ------------------ |
|     | Quận Đống Đa                          | 7692.7             | Hà Nội                 | 6403               |
|     | Quận Hà Đông                          | 7644.6             | Hà Nội                 | 6403               |
|     | Quận Ba Đình                          | 7492.3             | Hà Nội                 | 6403               |
|     | Quận Tây Hồ                           | 7481.1             | Hà Nội                 | 6403               |
|     | Quận Long Biên                        | 7363.9             | Hà Nội                 | 6403               |
|     | Quận Hai Bà Trưng                     | 7333.5             | Hà Nội                 | 6403               |
|     | Quận Hoàn Kiếm                        | 6863.1             | Hà Nội                 | 6403               |
|     | Huyện Thanh Trì                       | 6333               | Hà Nội                 | 6403               |
|     | Huyện Gia Lâm                         | 6155.5             | Hà Nội                 | 6403               |
|     | Huyện Đông Anh                        | 5682.2             | Hà Nội                 | 6403               |
|     | Huyện Hoài Đức                        | 5612.9             | Hà Nội                 | 6403               |
|     | Thành phố Hạ Long                     | 6382.3             | Quảng Ninh             | 5198               |
|     | Thành phố Cẩm Phả                     | 5888.5             | Quảng Ninh             | 5198               |
|     | Thành phố Uông Bí                     | 5636.9             | Quảng Ninh             | 5198               |
|     | Thành phố Vĩnh Yên                    | 5988.9             | Vĩnh Phúc              | 4086               |
|     | Thành phố Bắc Ninh                    | 6704.3             | Bắc Ninh               | 5714               |
|     | Thành phố Từ Sơn                      | 6011.2             | Bắc Ninh               | 5714               |
|     | Huyện Yên Phong                       | 5773               | Bắc Ninh               | 5714               |
|     | Huyện Tiên Du                         | 5711.4             | Bắc Ninh               | 5714               |
|     | Quận Ngô Quyền                        | 6968.4             | Hải Phòng              | 5576               |
|     | Quận Hải An                           | 6742.5             | Hải Phòng              | 5576               |
|     | Quận Lê Chân                          | 6735.1             | Hải Phòng              | 5576               |
|     | Quận Hồng Bàng                        | 6649.6             | Hải Phòng              | 5576               |
|     | Quận Kiến An                          | 6306               | Hải Phòng              | 5576               |
|     | Quận Đồ Sơn                           | 5865               | Hải Phòng              | 5576               |
|     | Quận Dương Kinh                       | 5854.7             | Hải Phòng              | 5576               |
|     | Huyện Bạch Long Vĩ                    | 5742.3             | Hải Phòng              | 5576               |
|     | Thành phố Ninh Bình                   | 5813.6             | Ninh Bình              | 3997               |
|     | Quận Hải Châu                         | 6581.3             | Đà Nẵng                | 6057               |
|     | Quận Cẩm Lệ                           | 6431.4             | Đà Nẵng                | 6057               |
|     | Quận Ngũ Hành Sơn                     | 6352.8             | Đà Nẵng                | 6057               |
|     | Quận Thanh Khê                        | 6281.7             | Đà Nẵng                | 6057               |
|     | Quận Sơn Trà                          | 6213.1             | Đà Nẵng                | 6057               |
|     | Quận Liên Chiểu                       | 5826.1             | Đà Nẵng                | 6057               |
|     | Thị xã Bến Cát                        | 7653.3             | Bình Dương             | 7433               |
|     | Thị xã Tân Uyên                       | 7089.9             | Bình Dương             | 7433               |
|     | Huyện Bàu Bàng                        | 6259.8             | Bình Dương             | 7433               |
|     | Huyện Bắc Tân Uyên                    | 5811.6             | Bình Dương             | 7433               |
|     | Huyện Phú Giáo                        | 5665.2             | Bình Dương             | 7433               |
|     | Thành phố Biên Hòa                    | 6841.4             | Đồng Nai               | 5860               |
|     | Huyện Nhơn Trạch                      | 6124.6             | Đồng Nai               | 5860               |
|     | Thành phố Long Khánh                  | 5688.5             | Đồng Nai               | 5860               |
|     | Thành phố Vũng Tàu                    | 6523.8             | Bà Rịa - Vũng Tàu      | 5310               |
|     | Thành phố Bà Rịa                      | 5663.4             | Bà Rịa - Vũng Tàu      | 5310               |
|     | Huyện Côn Đảo                         | 5621.6             | Bà Rịa - Vũng Tàu      | 5310               |
|     | Quận 7                                | 7635.5             | TP. Hồ Chí Minh        | 6758               |
|     | Quận Phú Nhuận                        | 7625.4             | TP. Hồ Chí Minh        | 6758               |
|     | Quận Gò Vấp                           | 7347.2             | TP. Hồ Chí Minh        | 6758               |
|     | Quận Tân Phú                          | 7306.9             | TP. Hồ Chí Minh        | 6758               |
|     | Quận Tân Bình                         | 7273.2             | TP. Hồ Chí Minh        | 6758               |
|     | Quận Thủ Đức                          | 7246.1             | TP. Hồ Chí Minh        | 6758               |
|     | Quận 10                               | 7213               | TP. Hồ Chí Minh        | 6758               |
|     | Quận 5                                | 7173.4             | TP. Hồ Chí Minh        | 6758               |
|     | Quận 3                                | 7070.1             | TP. Hồ Chí Minh        | 6758               |
|     | Quận 1                                | 6937.2             | TP. Hồ Chí Minh        | 6758               |
|     | Quận 4                                | 6921.3             | TP. Hồ Chí Minh        | 6758               |
|     | Quận 9                                | 6859.4             | TP. Hồ Chí Minh        | 6758               |
|     | Quận 11                               | 6793.5             | TP. Hồ Chí Minh        | 6758               |
|     | Quận 6                                | 6567.1             | TP. Hồ Chí Minh        | 6758               |
|     | Quận Bình Tân                         | 6557.8             | TP. Hồ Chí Minh        | 6758               |
|     | Quận 12                               | 6531.3             | TP. Hồ Chí Minh        | 6758               |
|     | Quận 8                                | 6339.6             | TP. Hồ Chí Minh        | 6758               |
|     | Huyện Nhà Bè                          | 6181.4             | TP. Hồ Chí Minh        | 6758               |
|     | Huyện Bình Chánh                      | 5826.8             | TP. Hồ Chí Minh        | 6758               |
|     | Quận Ninh Kiều                        | 5920.8             | Cần Thơ                | 4713               |

Thấp nhất là huyện Mường Nhé (Điện Biên), thu nhập BQĐN 842.000 đồng/ tháng (2019).
Khu vực Đồng bằng sông Hồng cao nhất là quận Cầu Giấy (Hà Nội), thấp nhất huyện Bình Liêu (Quảng Ninh), khu vực Trung du và miền núi phía Bắc cao nhất là thành phố Thái Nguyên (Thái Nguyên), thấp nhất huyện Mường Nhé (Điện Biên), khu vực Bắc Trung Bộ và duyên hải miền Trung cao nhất là quận Hải Châu (Đà Nẵng), thấp nhất huyện Kỳ Sơn (Nghệ An), khu vực Tây Nguyên cao nhất là thành phố Đà Lạt (Lâm Đồng), thấp nhất huyện Tư Mơ Rông (Kon Tum), khu vực Đông Nam Bộ cao nhất là thành phố Thuận An (Bình Dương), thấp nhất là huyện Bù Gia Mập (Bình Phước), khu vực Đồng bằng sông Cửu Long cao nhất là quận Ninh Kiều (Cần Thơ), thấp nhất huyện Đông Hải (Bạc Liêu). 

Thu nhập bình quân đầu người theo khu vực 2022 (đơn vị: nghìn VND/ tháng)
| STT | Tên vùng                             | Thu nhập BQĐN 2022 |
| --- | ------------------------------------ | ------------------ |
| 1   | Đồng bằng sông Hồng                  | 5.586              |
| 2   | Trung du và miền núi phía Bắc        | 3.170              |
| 3   | Bắc Trung Bộ và duyên hải miền Trung | 3.967              |
| 4   | Tây Nguyên                           | 3.282              |
| 5   | Đông Nam Bộ                          | 6.334              |
| 6   | Đồng bằng sông Cửu Long              | 4.077              |

Mặc dù năm 2022 thu nhập bình quân đầu người theo giá hiện hành tăng đáng kể, nhưng do ảnh hưởng của dịch Covid- 9 các hộ gia đình có xu hướng thắt chặt chi tiêu đặc biệt là các hộ sống ở khu vực thành thị. Năm 2022 chi tiêu bình quân đầu người một tháng đạt gần 2,8 triệu đồng giảm 3,3% so với năm 2020, trong đó chi tiêu bình quân đầu người một tháng ở khu vực nông thôn đạt 2,5 triệu đồng tăng 4,6%; khu vực thành thị đạt 3,3 triệu đồng giảm 13,6%. Tỷ lệ hộ nghèo tiếp cận đa chiều năm 2022 của cả nước sơ bộ 4,2 % giảm 0,2 điểm phần trăm so với năm 2021 trong đó khu vực thành thị là 1,5% tăng 0,5 điểm phần trăm và khu vực nông thôn là 5,9% giảm 0,6 điểm phần trăm. Trong các vùng miền vùng Trung du và miền núi phía Bắc có tỷ lệ hộ nghèo tiếp cận đa chiều cao nhất (12,8%); vùng Đông Nam Bộ có tỷ lệ hộ nghèo tiếp cận đa chiều thấp nhất cả nước (0,4%). Năm 2022 so với năm 2021 thì số hộ nghèo tăng lên ở các khu vực Tây Nguyên, Đông Nam Bộ và đồng bằng sông Cửu Long, giảm ở các khu vực còn lại, tuy nhiên chuẩn nghèo tiếp cận đa chiều giai đoạn 2022-2025 khác giai đoạn trước. Số hộ nghèo không chỉ dựa theo thu nhập bình quân đầu người mà còn theo các tiêu chí khác. Số hộ nghèo mỗi tỉnh phụ thuộc nhiều vào Thu nhập BQĐN, hệ số GINI. Tuy nhiên đánh giá của cơ quan thống kê khác với Bộ Lao động TB-XH. Theo Bộ LĐ-TB và XH thì năm 2022 có TP.HCM và Bà Rịa - Vũng Tàu là không có hộ nghèo và cận nghèo.Bà Rịa - Vũng Tàu năm 2022 cũng đứng đầu về GRDP bình quân đầu người, đứng đầu về chỉ số HDI (Việt Nam chưa có số liệu GRI tức GNI bình quân đầu người của các tỉnh nên số liệu quy đổi từ GRDP chỉ có tính tương đối).
GDP bình quân đầu người năm 2023 theo giá hiện hành ước đạt 101,9 triệu đồng/người, tương đương 4.284 USD, tăng 160 USD so với năm 2022 (Tỷ giá trung tâm bình quân năm 2023 của Ngân hàng Nhà nước Việt Nam: 1 USD = 23.784,2 VNĐ). Tính chung năm 2023, thu nhập bình quân của lao động là 7,1 triệu đồng/tháng, tăng 6,9%, tương ứng tăng 459 nghìn đồng/tháng so với năm trước. Thu nhập bình quân tháng của lao động ở khu vực thành thị cao gấp 1,41 lần khu vực nông thôn (8,9 triệu đồng/tháng so với 6,3 triệu đồng/tháng). Đông Nam Bộ là vùng ghi nhận tốc độ tăng thu nhập bình quân tháng của lao động thấp nhất trong các vùng của cả nước, xếp thứ nhất với 9 triệu đồng/tháng (quý 4/2023), vùng Đồng bằng sông Hồng có tốc độ tăng cao nhất, xếp thứ hai với 8,7 triệu đồng/tháng (quý 4/2023). Thu nhập bình quân đầu người năm 2023 ước đạt 4,95 triệu đồng/người/tháng, tăng 5,9% so với năm 2022.
Theo số liệu năm 2022, thì thu nhập của người lao động có việc làm (tuổi 15 trở lên) cao nhất thứ tự là Hà Nội, TP.HCM, Đồng Nai, Bình Dương, Hải Phòng, Bắc Ninh. Số giờ làm việc bình quân cao nhất là Quảng Ninh, Bình Dương, Bắc Ninh, TP.HCM (theo khu vực cao nhất Đông Nam Bộ 45,1 giờ/tuần). Thiếu việc làm cao nhất khu vực Đồng bằng sông Cửu Long.
Theo số liệu ước tính năm 2023 thì Bà Rịa Vũng Tàu vẫn xếp thứ nhất về GRDP bình quân đầu người, kinh tế tăng trưởng âm nhưng trừ dầu khí thì tăng 5,75%; GRDP trừ dầu khí bình quân đầu người đạt 8.078 USD/người/năm, xếp vị trí thứ ba sau Quảng Ninh, Hải Phòng.
Thu nhập bình quân của lao động quý I/2024 là 7,6 triệu đồng/tháng, tăng 301 nghìn đồng so với quý IV/2023 và tăng 549 nghìn đồng so với cùng kỳ năm 2023. Theo kết quả sơ bộ từ Khảo sát mức sống dân cư 2024, thu nhập bình quân đầu người quý I/2024 ước đạt 5,2 triệu đồng/tháng. Các số liệu này theo giá hiện hành, tức không tính yếu tố lạm phát.

## Danh sách 63 đơn vị hành chính theo GRDP bình quân đầu người
GRDP bình quân đầu người tại mỗi tỉnh được tính theo đơn vị Việt Nam Đồng (đơn vị tiền tệ) và theo giá Đô la Mỹ hiện hành năm 2022. Đơn vị triệu đồng/người/năm và USD/người/năm. 

GRDP bình quân đầu người các vùng năm 2022. Đơn vị: triệu VND/ năm.
| STT | Tên vùng                             | GRDP BQĐN 2022 |
| --- | ------------------------------------ | -------------- |
| 1   | Đồng bằng sông Hồng                  | 123,28         |
| 2   | Trung du và miền núi phía Bắc        | 62,97          |
| 3   | Bắc Trung Bộ và duyên hải miền Trung | 69,48          |
| 4   | Tây Nguyên                           | 59,97          |
| 5   | Đông Nam Bộ                          | 157,02         |
| 6   | Đồng bằng sông Cửu Long              | 65,49          |

GRDP bình quân đầu người tại mỗi tỉnh được tính theo đơn vị Việt Nam Đồng (đơn vị tiền tệ) và theo giá Đô la Mỹ hiện hành năm 2022. Đơn vị triệu đồng/người/năm và USD/người/năm. Số liệu tính theo  giá Đô la Mỹ hiện hành năm 2022 không phải là số liệu chính thức.
| STT | Tên tỉnh, thành phố   | GRDP bình quân đầu người (triệu VNĐ/người/năm) | GRDP bình quân đầu người (USD/người/năm) |
| --- | --------------------- | ---------------------------------------------- | ---------------------------------------- |
| 1   | Bà Rịa – Vũng Tàu     | 335,47                                         | 14.228                                   |
| 2   | Quảng Ninh            | 198,78                                         | 8.490                                    |
| 3   | Hải Phòng             | 173,93                                         | 7.517                                    |
| 4   | Bình Dương            | 164,95                                         | 7.339                                    |
| 5   | Bắc Ninh              | 163,82                                         | 7.450                                    |
| 6   | Thành phố Hồ Chí Minh | 157,54                                         | 6.890                                    |
| 7   | Hà Nội                | 141,94                                         | 6.093                                    |
| 8   | Đồng Nai              | 132,98                                         | 5.741                                    |
| 9   | Vĩnh Phúc             | 127,80                                         | 5.494                                    |
| 10  | Thái Nguyên           | 111,65                                         | 4.831                                    |
| 11  | Hưng Yên              | 101,80                                         | 4.396                                    |
| 12  | Đà Nẵng               | 101,41                                         | 4.409                                    |
| 13  | Quảng Ngãi            | 97,40                                          | 4.197                                    |
| 14  | Long An               | 90,16                                          | 3.874                                    |
| 15  | Lào Cai               | 87,80                                          | 3.790                                    |
| 16  | Hải Dương             | 87,25                                          | 3.734                                    |
| 17  | Hà Nam                | 86,54                                          | 3.739                                    |
| 18  | Cần Thơ               | 85,96                                          | 3.697                                    |
| 19  | Tây Ninh              | 85,76                                          | 3.701                                    |
| 20  | Bình Phước            | 85,38                                          | 3.657                                    |
| 21  | Bắc Giang             | 82,33                                          | 3.542                                    |
| 22  | Ninh Bình             | 80,86                                          | 3.481                                    |
| 23  | Ninh Thuận            | 77,62                                          | 3.300                                    |
| 24  | Bình Thuận            | 77,58                                          | 3.320                                    |
| 25  | Lâm Đồng              | 77,35                                          | 3.338                                    |
| 26  | Khánh Hòa             | 76,68                                          | 3.305                                    |
| 27  | Quảng Nam             | 76,64                                          | 3.292                                    |
| 28  | Bình Định             | 70,70                                          | 3.038                                    |
| 29  | Trà Vinh              | 70,33                                          | 3.054                                    |
| 30  | Hà Tĩnh               | 69,69                                          | 3.128                                    |
| 31  | Thanh Hóa             | 67,81                                          | 2.917                                    |
| 32  | Hậu Giang             | 66,60                                          | 2.832                                    |
| 33  | Kiên Giang            | 66,37                                          | 2.846                                    |
| 34  | Vĩnh Long             | 66,14                                          | 2.965                                    |
| 35  | Hoà Bình              | 64,74                                          | 2.832                                    |
| 36  | Tiền Giang            | 63,30                                          | 2.796                                    |
| 37  | Quảng Trị             | 62,74                                          | 2.700                                    |
| 38  | Đồng Tháp             | 62,00                                          | 2.678                                    |
| 39  | Cà Mau                | 61,80                                          | 2.617                                    |
| 40  | Thái Bình             | 59,80                                          | 2.531                                    |
| 41  | Đắk Nông              | 59,6                                           | 2.562                                    |
| 42  | Phú Thọ               | 59,34                                          | 2.532                                    |
| 43  | Bạc Liêu              | 59,24                                          | 2.605                                    |
| 44  | Phú Yên               | 57,96                                          | 2.475                                    |
| 45  | Huế                   | 56,72                                          | 2.449                                    |
| 46  | Đắk Lắk               | 55,61                                          | 2.437                                    |
| 47  | Sóc Trăng             | 54,77                                          | 2.357                                    |
| 48  | Quảng Bình            | 54,71                                          | 2.356                                    |
| 49  | Gia Lai               | 53,45                                          | 2.353                                    |
| 50  | An Giang              | 53,34                                          | 2.316                                    |
| 51  | Kon Tum               | 53,15                                          | 2.253                                    |
| 52  | Lạng Sơn              | 51,71                                          | 2.223                                    |
| 53  | Nghệ An               | 51,37                                          | 2.210                                    |
| 54  | Tuyên Quang           | 51,16                                          | 2.217                                    |
| 55  | Bến Tre               | 49,05                                          | 2.106                                    |
| 56  | Nam Định              | 48,98                                          | 2.106                                    |
| 57  | Sơn La                | 48,55                                          | 2.132                                    |
| 58  | Yên Bái               | 47,50                                          | 2.039                                    |
| 59  | Lai Châu              | 47,47                                          | 2.125                                    |
| 60  | Bắc Kạn               | 46,90                                          | 1.989                                    |
| 61  | Điện Biên             | 39,70                                          | 1.706                                    |
| 62  | Cao Bằng              | 39,57                                          | 1.712                                    |
| 63  | Hà Giang              | 33,54                                          | 1.474                                    |

Chú thích: Dấu đậm thể hiện 05 Thành phố trực thuộc trung ương (Việt Nam).
Theo số liệu năm 2021 thì GRDP bình quân đầu người cao nhất thứ tự là Bà Rịa - Vũng Tàu, Quảng Ninh, Bình Dương, Bắc Ninh, Hải Phòng, TP.Hồ Chí Minh, Hà Nội... thấp nhất là Hà Giang, sau đó đến Điện Biên.
Số liệu tăng trưởng GRDP năm 2022 công bố cuối năm 2022 là ước tính và đến cuối năm 2023 Tổng cục Thống kê đã có sửa lại tỷ lệ tăng trưởng của nhiều địa phương. Ví dụ Hà Nội tăng 8,95% (công bố trước đó 8,89%), Hải Phòng 12,48% (công bố trước đó 12,32%), TP.HCM là 9,26% (công bố trước đó 9,03%)...Do đó số liệu GRDP sơ bộ của các tỉnh thành cũng có sự thay đổi. Số liệu GRDP bình quân đầu người của một số tỉnh thành (sơ bộ 2022) (đơn vị tính triệu đồng / năm): Bà Rịa Vũng Tàu 357,23, Quảng Ninh 197,73, Hải Phòng 173,52, Bắc Ninh 169,07, Bình Dương 165,27, TP.HCM 159,43, Hà Nội 141,61, Đồng Nai 129,20,...Hà Giang  33,74, Cao Bằng 38,71, Điện Biên 39,58.
Số liệu này vẫn chưa phải số liệu chính thức cuối cùng.

## Đồng bằng sông Hồng
Khu vực gồm 11 đơn vị hành chính, năm 2022 gồm có 23454,1 nghìn người, GRDP bình quân đầu người của toàn bộ vùng Đồng bằng sông Hồng năm 2022 đạt 123,3 triệu đồng, cao hơn GDP bình quân cả nước. Hà Nội, thủ đô Việt Nam năm ở Đồng bằng Bắc Bộ, GRDP bình quân đầu người đạt 141,9 triệu đồng/người/năm, xếp hạng 04 Đồng bằng sông Hồng, hạng 07 cả nước. Quảng Ninh đạt hạng nhất Đồng bằng sông Hồng, hạng 02 cả nước.
Xếp hạng năm 2022 của các 11 đơn vị hành chính khu vực Đồng bằng sông Hồng với cả nước.
| STT | Đơn vị hành chính | Tổng dân số (nghìn người) | Xếp hạng GRDP bình quân đầu người |
| 1   | Hà Nội            | 8435,7                    | 7                                 |
| 2   | Vĩnh Phúc         | 1.197,6                   | 9                                 |
| 3   | Bắc Ninh          | 1488,2                    | 4                                 |
| 4   | Quảng Ninh        | 1392,9                    | 2                                 |
| 5   | Hải Dương         | 1946,8                    | 17                                |
| 6   | Hải Phòng         | 2088                      | 3                                 |
| 7   | Hưng Yên          | 1290,8                    | 12                                |
| 8   | Thái Bình         | 1878,5                    | 43                                |
| 9   | Hà Nam            | 878,1                     | 16                                |
| 10  | Nam Định          | 1876,9                    | 58                                |
| 11  | Ninh Bình         | 1010,7                    | 22                                |

## Trung du miền núi phía Bắc
Khu vực gồm 14 đơn vị hành chính, năm 2022 gồm có 13021,3 nghìn người, GRDP bình quân đầu người của toàn bộ vùng Trung du miền núi phía Bắc năm 2022 đạt 63 triệu đồng. Đây là vùng còn gặp nhiều khó khăn về kinh tế. Tỉnh xếp thứ nhất GRDP vùng là Thái Nguyên, hạng 10 toàn quốc.
Xếp hạng năm 2022 của các đơn vị hành chính khu vực Trung du miền núi phía Bắc với cả nước.
| STT | Đơn vị hành chính | Tổng dân số (nghìn người) | Xếp hạng GRDP bình quân đầu người |
| 1   | Hà Giang          | 892,7                     | 63                                |
| 2   | Cao Bằng          | 543,1                     | 62                                |
| 3   | Bắc Kạn           | 324,4                     | 60                                |
| 4   | Tuyên Quang       | 805,8                     | 54                                |
| 5   | Lào Cai           | 770,6                     | 15                                |
| 6   | Yên Bái           | 847,2                     | 58                                |
| 7   | Thái Nguyên       | 1336                      | 10                                |
| 8   | Lạng Sơn          | 802,1                     | 52                                |
| 9   | Bắc Giang         | 1890,9                    | 21                                |
| 10  | Phú Thọ           | 1516,9                    | 42                                |
| 11  | Điện Biên         | 634                       | 61                                |
| 12  | Lai Châu          | 482                       | 59                                |
| 13  | Sơn La            | 1300,1                    | 57                                |
| 14  | Hoà Bình          | 875,4                     | 35                                |

## Đồng bằng duyên hải miền Trung
Đồng bằng duyên hải miền Trung bao gồm Bắc Trung Bộ và Duyên hải Nam Trung Bộ. Khu vực gồm 14 đơn vị hành chính, năm 2022 gồm có 20650,8 nghìn người, GRDP bình quân đầu người của toàn bộ vùng Đồng bằng duyên hải miền Trung năm 2022 đạt 69,5 triệu đồng. Đà Nẵng là thành phố trực thuộc trung ương nằm trong khu vực, xếp hạng nhất về GRDP bình quân đầu người khu vực, xếp hạng 12 cả nước.
Xếp hạng năm 2022 của các đơn vị hành chính khu vực Đồng bằng duyên hải miền Trung với cả nước.
| STT | Đơn vị hành chính | Tổng dân số (nghìn người) | Xếp hạng GRDP bình quân đầu người |
| 1   | Thanh Hóa         | 3722,1                    | 31                                |
| 2   | Nghệ An           | 3416,9                    | 53                                |
| 3   | Hà Tĩnh           | 1317,2                    | 30                                |
| 4   | Quảng Bình        | 913,9                     | 48                                |
| 5   | Quảng Trị         | 649,7                     | 37                                |
| 6   | Huế               | 1160,2                    | 45                                |
| 7   | Đà Nẵng           | 1220,2                    | 12                                |
| 8   | Quảng Nam         | 1519,4                    | 27                                |
| 9   | Quảng Ngãi        | 1245,6                    | 13                                |
| 10  | Bình Định         | 1504,3                    | 28                                |
| 11  | Phú Yên           | 876,6                     | 44                                |
| 12  | Khánh Hòa         | 1254                      | 26                                |
| 13  | Ninh Thuận        | 598,7                     | 23                                |
| 14  | Bình Thuận        | 1252,1                    | 24                                |

## Tây Nguyên
Khu vực gồm 05 đơn vị hành chính, năm 2022 gồm có 6092,4 nghìn người, GRDP bình quân đầu người của toàn bộ vùng Tây Nguyên năm 2022 đạt 60 triệu đồng, thấp hơn GDP bình quân đầu người cả nước. Lâm Đồng là tỉnh xếp thứ nhất về GRDP bình quân đầu người khu vực.
Xếp hạng năm 2022 của các đơn vị hành chính khu vực Tây Nguyên với cả nước.
| STT | Đơn vị hành chính | Tổng dân số (nghìn người) | Xếp hạng GRDP bình quân đầu người |
| 1   | Kon Tum           | 579,9                     | 53                                |
| 2   | Gia Lai           | 1591                      | 37                                |
| 3   | Đắk Lắk           | 1918,4                    | 40                                |
| 4   | Đắk Nông          | 670,6                     | 41                                |
| 5   | Lâm Đồng          | 1332,5                    | 21                                |

## Đông Nam Bộ
Khu vực gồm 06 đơn vị hành chính, năm 2022 gồm có 18810,8 nghìn người, GRDP bình quân đầu người của toàn bộ vùng Đông Nam Bộ (Việt Nam)  đạt 157 triệu đồng, cao nhất cả nước. Thành phố Hồ Chí Minh là thành phố trực thuộc trung ương tại Đông Nam Bộ, xếp thứ 2 về GRDP bình quân đầu người khu vực và thứ 6 cả nước, đạt 157,5 triệu đồng. Tỉnh Bà Rịa – Vũng Tàu đứng đầu khu vực và cả nước đạt 335.5 triệu đồng, khoảng 14410 đô la Mĩ.
Xếp hạng năm 2022 của các 06 đơn vị hành chính khu vực Đông Nam Bộ với cả nước.
| STT | Đơn vị hành chính     | Tổng dân số (nghìn người) | Xếp hạng GRDP bình quân đầu người |
| 1   | Thành phố Hồ Chí Minh | 9389,7                    | 6                                 |
| 2   | Bình Phước            | 1034,7                    | 20                                |
| 3   | Tây Ninh              | 1188,8                    | 19                                |
| 4   | Bình Dương            | 2763,1                    | 4                                 |
| 5   | Đồng Nai              | 3255,8                    | 8                                 |
| 6   | Bà Rịa – Vũng Tàu     | 1178,7                    | 1                                 |

## Đồng bằng sông Cửu Long
Khu vực gồm 13 đơn vị hành chính, năm 2022 gồm có 17432,1 nghìn người, GRDP bình quân đầu người của toàn bộ vùng Đồng bằng sông Cửu Long năm 2022 đạt 65,5 triệu đồng/người/năm. Cần Thơ là thành phố trực thuộc trung ương tại Đồng bằng sông Cửu Long, đứng thứ 2 về GRDP bình quân đầu người khu vực và 18 cả nước, tỉnh Long An đứng đầu khu vực và 14 cả nước.
Xếp hạng năm 2022 của các đơn vị hành chính khu vực Đồng bằng sông Cửu Long với cả nước.
| STT | Đơn vị hành chính | Tổng dân số (nghìn người) | Xếp hạng GRDP bình quân đầu người |
| 1   | Long An           | 1734,3                    | 14                                |
| 2   | Tiền Giang        | 1785,2                    | 36                                |
| 3   | Bến Tre           | 1298                      | 55                                |
| 4   | Trà Vinh          | 1019,3                    | 29                                |
| 5   | Vĩnh Long         | 1028,8                    | 34                                |
| 6   | Đồng Tháp         | 1600,2                    | 38                                |
| 7   | An Giang          | 1905,5                    | 50                                |
| 8   | Kiên Giang        | 1751,8                    | 33                                |
| 9   | Cần Thơ           | 1252,3                    | 18                                |
| 10  | Hậu Giang         | 729,5                     | 32                                |
| 11  | Sóc Trăng         | 1197,8                    | 47                                |
| 12  | Bạc Liêu          | 921,8                     | 40                                |
| 13  | Cà Mau            | 1207,6                    | 39                                |